# Polygrapta albipuncta
Polygrapta albipuncta là một loài bướm đêm trong họ Noctuidae.